# Powerage
Powerage — пятый австралийский и четвёртый международный студийный альбом австралийской хард-рок-группы AC/DC, выпущенный лейблом Atlantic Records 25 мая 1978 года. В 2003 году альбом был переиздан в составе серии AC/DC Remasters.

## Об альбоме
Данный альбом является первым альбомом группы, практически одновременно вышедшим как в Австралии, так и в остальном мире, причём австралийское и международное издания не отличались ни содержанием, ни обложкой (за исключением европейской версии, куда была добавлена песня «Cold Hearted Man» и несколько изменён порядок песен).
Альбом стал дебютным в составе AC/DC для бас-гитариста Клиффа Уильямса, который был принят в группу в 1977 году после ухода Марка Эванса. Однако из-за того, что у Уильямса были проблемы с получением разрешения на въезд в Австралию, некоторое время роль басиста группы выполнял продюсер и брат гитаристов группы Ангуса и Малькольма Янгов, Джордж Янг.
Также стал предпоследним изданием AC/DC, спродюсированным Гарри Вандой и Джорджем Янгом. После этого альбома они прекратят работу с группой до 1988 года (когда они станут продюсерами альбома Blow Up Your Video), а новым продюсером станет Роберт Джон «Матт» Ланг, с которым группа добьётся наибольшего успеха и всемирной популярности.
Песни «Rock ’n’ Roll Damnation» и «Cold Hearted Man» в 2010 году вошли в саундтрек к фильму «Железный человек 2». Позднее AC/DC выпустили сборник AC/DC: Iron Man 2, включающий эти песни.
Альбом был продан в США тиражом более 1 000 000 экземпляров и достиг платинового статуса.
В 2006 году альбом вошёл в опубликованный журналом Classic Rock список «100 величайших британских рок-альбомов по версии журнала Classic Rock», в котором он занял 65-е место.

## Список композиций
Австралийская и международная версии:
Слова и музыка всех песен — написаны Ангусом Янгом, Малькольмом Янгом и Боном Скоттом.
| №  | Название                  | Длительность |
| -- | ------------------------- | ------------ |
| 1. | «Rock ’n’ Roll Damnation» | 3:35         |
| 2. | «Down Payment Blues»      | 6:20         |
| 3. | «Gimme a Bullet»          | 3:00         |
| 4. | «Riff Raff»               | 5:14         |

| №                   | Название                  | Длительность |
| ------------------- | ------------------------- | ------------ |
| 1.                  | «Sin City»                | 4:40         |
| 2.                  | «What’s Next to the Moon» | 3:15         |
| 3.                  | «Gone Shootin’»           | 4:05         |
| 4.                  | «Up to My Neck in You»    | 4:58         |
| 5.                  | «Kicked in the Teeth»     | 3:45         |
| Общая длительность: | Общая длительность:       | 38:52        |

- Некоторые версии, вышедшие на аудиокассетах имеют альтернативный порядок песен. Например, в канадском издании «Sin City» является первым треком на стороне 1, а «Rock ’n’ Roll Damnation» — первым треком на стороне 2. В остальном последовательность совпадает с оригинальной.

Европейская версия:
Слова и музыка всех песен — написаны Ангусом Янгом, Малькольмом Янгом и Боном Скоттом.
| №  | Название                  | Длительность |
| -- | ------------------------- | ------------ |
| 1. | «Rock ’n’ Roll Damnation» | 3:05         |
| 2. | «Gimme a Bullet»          | 3:00         |
| 3. | «Down Payment Blues»      | 5:50         |
| 4. | «Gone Shootin’»           | 4:19         |
| 5. | «Riff Raff»               | 5:14         |

| №                   | Название                  | Длительность |
| ------------------- | ------------------------- | ------------ |
| 6.                  | «Sin City»                | 4:40         |
| 7.                  | «Up to My Neck in You»    | 4:58         |
| 8.                  | «What’s Next to the Moon» | 3:15         |
| 9.                  | «Cold Hearted Man»        | 3:15         |
| 10.                 | «Kicked in the Teeth»     | 3:45         |
| Общая длительность: | Общая длительность:       | 41:21        |

## Участники записи
Приведены по сведениям баз данных Discogs и AllMusic.

| : - Бон Скотт — вокал - Ангус Янг — соло-гитара - Малькольм Янг — ритм-гитара - Клифф Уильямс — бас-гитара (все песни, кроме «Cold Hearted Man») - Фил Радд — ударные - Марк Эванс — бас-гитара (песня «Cold Hearted Man») Технический персонал: - Гарри Ванда — музыкальный продюсер - Джордж Янг — музыкальный продюсер - Марк Опиц — звукооператор - Джордж Пирос — инженер мастеринга - Майкл А. Браунинг — менеджмент - Боб Дефрин — арт-директор - Джим Хоутон — фотографии | Переиздание 2003 года: - Майкл Фрейзер — мастеринг-супервайзер - Аль Квальери — мастеринг-супервайзер - Джордж Марино — инженер мастеринга, цифровой ремастеринг - Юджин Настаси — оцифровка - Smay Vision — дизайн буклета - Джеффри Майер — фотографии (внутренняя вкладка, страницы 2, 3, 7, 10 (верхняя слева), 14) - Анастасия Панциос — фотография (страница 10 — нижняя правая) - Денис О’Реган — фотография (страница 10 — центральная) - Джанет Макоска — фотография (страница 13) - Брэд Элтерман — фотография (страница 8) - Росс Халфин — фотографии (страницы 4, 5, 10 (верхняя справа), 11, 12, задняя обложка буклета) - Пол Наткин — фотография (страницы 6, 9) - Albert Productions — подборка артефактов - Арно Дюрье — подборка артефактов - Эрни Уэлч — автор текста для буклета |

## Позиции в хит-парадах
| Год  | Чарт                                       | Высшая позиция | Пребывание в чарте |
| ---- | ------------------------------------------ | -------------- | ------------------ |
| 1978 | Австралия (Kent Music Report)              | 22             | нет данных         |
| 1978 | Великобритания (UK Albums Chart)           | 26             | 9 недель           |
| 1978 | Нидерланды (Nationale Hitparade LP Top 50) | 15             | 14 недель          |
| 1978 | США (Billboard 200)                        | 133            | 17 недель          |
| 1978 | Франция (IFOP)                             | 10             | 10 недель          |
| 1978 | Швеция (Topplistan)                        | 19             | 11 недель          |
|      |                                            |                |                    |
| 2003 | Франция (IFOP)                             | 13             | 8 недель           |

## Сертификации
| Регион | Сертификация  | Продажи    |
| --- | ------------- | ---------- |
| Австралия (ARIA) | 3× Платиновый | 210 000^   |
| Великобритания (BPI) | Золотой       | 100 000^   |
| Германия (BVMI) | Золотой       | 250 000^   |
| Испания (PROMUSICAE) | Золотой       | 50 000^    |
| США (RIAA) | Платиновый    | 1 000 000^ |
| Франция (SNEP) | Золотой       | 100 000*   |
| Швейцария (IFPI Switzerland)                                                                                             | Золотой       | 25 000^    |
| * Данные о продажах приведены только на основе сертификации. ^ Данные о тиражах приведены только на основе сертификации. |               |            |